# Slavko Gliha
Slavko Gliha, slovenski inženir kmetijstva, * 7. marec 1940, Žužemberk, † 17. avgust 2020.

## Odlikovanja in nagrade
Leta 1998 je prejel častni znak svobode Republike Slovenije z naslednjo utemeljitvijo: »za zasluge v korist kmetijskega razvoja pri nas, za dolgoletno uspešno vodenje |Kmetijskega inštituta Slovenije in za prispevek pri ohranjanju kulturne dediščine«.